# NGC 1813
NGC 1813 ist die Bezeichnung eines offenen Sternhaufens im Sternbild Mensa. Das Objekt wurde am 2. November 1834 von John Herschel entdeckt.